# Tuần lộc Porcupine
Tuần lộc Porcupine hay tuần lộc Grant (Danh pháp khoa học: Rangifer tarandus granti) là một phân loài của tuần lộc được tìm thấy ở Alaska và các bộ phận lân cận của Canada. Nó giống như phân loài tương tự như loài tuần lộc hoang (R. groenlandicus t.), Và đôi khi được bao gồm trong nó.
Đàn tuần lộc di cư được đặt tên sau khi căn cứ vào chu trình sinh nở của chúng, trong trường hợp này sông Porcupine, chạy qua một phần lớn của các phạm vi của đàn tuần lộc Porcupine. Mặc dù con số dao động, đàn bao gồm khoảng 169.000 cá thể. Chúng di chuyển hơn 1.500 mi (2.400 km) một năm giữa mùa đông nhiều và sinh nhiều con non của chúng trên Biển Beaufort, tuyến đường di cư dài nhất đất của bất kỳ động vật có vú đất trên Trái Đất.

## Phạm vi
Phạm vi của chúng kéo dài từ biên giới Alaska/Yukon và là một nguồn tài nguyên có giá trị hợp tác quản lý bởi cả Cục Cá Alaska và các cơ quan động vật hoang dã của Canada và dân tộc thổ dân địa phương. Chúng là những món bổ dưỡng chính của Gwich'in, một món ăn quốc hồn quốc túy của người dân bản địa Alaska, những người theo truyền thống xây dựng cộng đồng của họ dựa trên mô hình di cư của tuần lộc. Tuần lộc này cũng thường xuyên bị săn đuổi bởi những người khác, bao gồm cả các bộ tộc Inupiat, Inuvialuit, Han, và Bắc Tutchone.
Không giống như nhiều phân loài tuần lộc khác và các kiểu sinh thái của chúng, đàn tuần lộc Porcupine ổn định ở con số tương đối cao, nhưng năm 2013 một cuộc điều tra dân số đã không được tính vào tháng năm 2014. Các dân số cao nhất trong năm 1989 của 178.000 loài động vật đã được theo sau bởi một sự suy giảm bởi năm 2001 đến 123.000. Tuy nhiên vào năm 2010, đã có sự hồi phục và tăng tới 169.000 động vật. Hiện đã có một tranh cãi về sự xáo trộn của các đàn tuần lộc Porcupine bằng cách cho phép thăm dò dầu khí, khoan và phát triển ở Bắc Cực của National Wildlife Refuge từ năm 1977. Cuộc tranh cãi tập trung vào một 1.500.000 mẫu Anh (6.100 km2) tiểu mục trên vùng đồng bằng ven biển, được biết đến là "khu vực 1002". 

## Mối quan tâm
Những quan tâm đặc biệt là tác dụng trên mặt đất nơi sinh đẻ của tuần lộc Porcupine. Diện tích khu vực có thể khoan dầu tương lai trên vùng đồng bằng ven biển Bắc Cực National Wildlife Refuge, bao gồm phần lớn các địa điểm tuần lộc Porcupine sinh đẻ. Đàn tuần lộc di cư được đặt tên sau khi địa điểm sinh nở của chúng, trong trường hợp này sông Porcupine, chạy qua một phần lớn của các phạm vi của đàn Porcupine. Năm 2001, một số nhà sinh vật học cảnh báo đáng sợ về việc Refuge sẽ "đẩy tuần lộc vào chân núi, nơi những con con sẽ là dễ bị ăn thịt.
Mặc dù con số dao động, đã có khoảng 169.000 động vật trong đàn vào năm 2010 của chúng với 1.500 dặm (2.400 km) di cư hàng năm giữa đất phạm vi mùa đông của tuần lộc trong khu rừng phía bắc của Alaska và phía tây bắc Canada trên các ngọn núi đến đồng bằng ven biển và các địa điểm sinh đẻ của chúng trên các đồng bằng ven biển Beaufort Sea, là dài nhất của bất kỳ động vật có vú đất trên Trái Đất.

## Bảo tồn
Vườn quốc gia Ivvavik bảo vệ một phần của địa điểm đẻ của đàn tuần lộc Porcupine và chỉ cho phép một số lượng tối thiểu của mọi người ghé thăm mỗi năm. Trong Tháng Năm, tuần lộc non là tại dễ bị tổn thương nhất. Phần lớn trong những khu vực đẻ đã được bảo hộ tại National Wildlife Refuge Bắc Cực trong Vườn quốc gia Alaska và Ivvavik và Vườn Quốc gia Vuntut ở Canada. Năm 2001, những người ủng hộ sự phát triển của các lĩnh vực dầu tại Prudhoe Bay và Kuparuk, đó sẽ là khoảng 60 dặm (97 km) về phía tây lập luận rằng đàn tuần lộc đã tăng số lượng của nó bất chấp hàng trăm dặm đường sỏi và hơn một ngàn dặm đường ống trên cao.
Tuy nhiên, đàn Tuần lộc Bắc Cực là nhỏ hơn nhiều so với đàn tuần lộc Porcupine, và có một khu vực mà là lớn hơn nhiều. Khu vực đồng bằng ven biển 1002 cung cấp môi trường sống cho sự sinh đẻ gần năm lần lớn như đàn tuần lộc Bắc Cực ở trung ương. Một số nhà sinh vật học lo sợ sự phát triển ở đây có thể đẩy tuần lộc vào chân núi, nơi những con non sẽ dễ bị ăn thịt.
Loài tuần lộc Bắc cực Porcupine thường di cư từ Canada và Alaska tới vùng đồng bằng bên bờ biển Bắc cực. Cuộc hành trình của chúng dài tới 1500 dặm. Mục tiêu để những con tuần lộc bắc cực này vượt qua cả ngàn dặm đi trên những chặng đường khác nhau, là để tìm kiếm thức ăn, nguồn dinh dưỡng và côn trùng cho chúng. Số lượng con trong đàn có thể lên đến 100 000 con. Vì thế, chúng luôn là mục tiêu hấp dẫn đối với loài cáo, gấu và loài chồn gulo.